# Toponymie gaélique
La toponymie gaélique est l’étude des toponymes issus des langues gaéliques. On trouve des toponymes gaéliques essentiellement en Irlande, en Écosse et à l’île de Man, là où les langues gaéliques sont présentes, mais aussi en Angleterre et au Pays de Galles, là où elles ont été présentes, notamment autour des comptoirs établis par les Gaëls.  
La plupart des noms de lieux en Irlande ont une dérivation gaélique dont la signification reste transparente dans la langue irlandaise moderne. Ros Láir, par exemple (Rosslare en anglais), signifie « promontoire du milieu », Sean Chill (Shankill en anglais) veut dire « vieille église ». Il en va de même en gaélique écossais : Inbhir Nis, par exemple (Inverness en anglais), signifie « estuaire du Nis », An Tairbeart (Tarbert en anglais) veut dire  « l'isthme ». La version anglaise garde la forme phonétique (plus ou moins déformée) du toponyme sans en retenir le sens. 
Parfois les noms d'un même endroit sont distincts dans les deux langues bien qu'ayant tous les deux des racines gaéliques. C'est le cas pour la capitale de l’Irlande : en irlandais Baile Átha Cliath, signifiant la « ville au gué de claies »; en anglais Dublin, venant du gaélique dubh linn, c'est-à-dire le « trou[Information douteuse] (d'eau) noir ». Le nom irlandais fait allusion à la traversée du fleuve à cet endroit, le nom anglais rappelle plutôt le port d'à côté.
Enfin il existe un nombre restreint de toponymes bilingues irlandais / anglais, dont l'origine est différente, c'est-à-dire qu'ils ne partagent pas la même étymologie dans l'une et l'autre des deux langues, par exemple : Loch Garman / Wexford - du vieux norrois Veigsfjordr « l'anse à la plage de vase »; Cathair na Mart / Westport.
À noter que la signalisation routière est officiellement bilingue en république d'Irlande (bien que dans les faits elle y est le plus souvent seulement en anglais), et qu'elle est uniquement en anglais en Irlande du Nord. En Écosse, elle est bilingue quand les municipalités le décide. 

## Étymologie
Racines fréquentes dans la toponymie :
- Ard- ard - « haut »
- Ath- átha - « gué »
- Bally- baile - « ville »
- Ban/ben- beann - « sommet »
- Bel-  béal - « bouche »
- Burren- boireann - « endroit rocheux »
- Carry/Carrick- carraig - « rocher »
- Cashel- caiseal - « fort de pierre circulaire »
- Clon- cluain - « pâturage »
- Cnock/Knock- cnoc - « colline »
- Derry- doire - « chênaie »
- Dub/Duff- dubh - « noir »
- Dun- dún - « fort »
- Glas- glas - « vert »
- Glen- gleann - « vallée »
- Ennis- inis - « île »
- Fin- fionn - « blanc »
- Inver- inbhear - « estuaire »
- Kil- cill - « église »
- Lough- loch - « lac »
- More- mór - « grand »
- Rath- rath - « fort »
- Slieve- sliabh - « montagne »

## Nom de provinces
Les quatre provinces d'Irlande (cúigí - singulier: cúige) :
- Connacht - Connacht(a) / Cúige Chonnacht - sens « Pays de Conn »
- Munster - An Mhumhain / Cúige Mumhan - sens « pays de Mumha »
- Leinster - Laighin / Cúige Laighean - sens « pays des grandes lances »
- Ulster - Ulaidh / Cúige Uladh - sens « pays d'Ulaid »

Le mot cúige désigne un cinquième, comme un cinquième de l'Irlande, étant donné que Meath, siège du roi, était considéré comme une province (incluant les comtés de Meath, Westmeath et des régions mitoyennes. Meath a été annexé au Leinster).

## Nom de comtés
Les 32 comtés d'Irlande (contaetha - singulier : contae) :
- Comté d'Antrim - Aontroim / Co. Aontroma - sens « Ferme solitaire »
- Comté d'Armagh - Ard Mhacha / Co. Ard Mhacha - sens « Hauts de Macha »
- Comté de Carlow - Ceatharlach / Co. Cheatharlaigh - sens « Quatre Lacs »
- Comté de Cavan - An Cabhán / Co. an Chabháin - sens « le creux »
- Comté de Clare - An Clár / Co. an Chláir - sens « terre plane »
- Comté de Cork - Corcaigh / Co. Chorcaí - sens « Marais »
- Comté de Derry - Doire / Co. Dhoire - sens « chênaie »
- Comté de Donegal - Dún na nGall / Co. Dhún na nGall - sens « Fort des étrangers »
- Comté de Down - An Dún / Co. an Dúin - sens « le Fort »
- Comté de Dublin - Áth Cliath / Co. Átha Cliath - sens « ville du gué »
- Comté de Fermanagh - Fear Manach / Co. Fhear Manach - sens « Monachéens »
- Comté de Galway - Gaillimh / Co. na Gaillimhe - d'après Gailleamh
- Comté de Kerry - Ciarraí / Co. Chiarraí - d'après Ciar
- Comté de Kildare - Cill Dara / Co. Chill Dara - sens « église au chêne »
- Comté de Kilkenny - Cill Chainnigh / Co. Chill Chainnigh - sens « église de Canice »
- Comté de Laois - Laois / Co. Laoise - sens « église »
- Comté de Leitrim - Liatroim / Co. Liatroma - sens « monts gris »
- Comté de Limerick - Luimneach / Co. Luimnigh - sens « le désert »
- Comté de Longford - Longfort / Co. Longfoirt - sens « Forteresse »
- Comté de Louth - Lú / Co. Lú - sens « Minuscule »
- Comté de Mayo - Maigh Eo / Co. Mhaigh Eo - sens « Plaine des ifs »
- Comté de Meath - An Mhí / Co. na Mí - sens « Milieu »
- Comté de Monaghan - Muineachán / Co. Mhuineacháin - sens « les halliers »
- Comté de Offaly - Uibh Fhailí / Co. Uibh Fhailí - sens « Descendants de Ros des anneaux »
- Comté de Roscommon - Ros Comáin / Co. Ros Comáin - sens « bois de Corman »
- Comté de Sligo - Sligeach / Co. Shligigh - sens « rivière aux coquilles »
- Comté de Tipperary - Tiobraid Árainn / Co. Thiobraid Árainn - sens « au puits d'Ara »
- Comté de Tyrone - Tír Eoghain / Co. Thír Eoghain - sens « chez Eoghan »
- Comté de Waterford - Port Láirge / Co. Phort Láirge - « Waterford » vient du viking Vadre fjord
- Comté de Westmeath - An Iarmhí / Co. na hIarmhí - part occidental du vieux Meath
- Comté de Wexford - Loch Garman / Co. Loch Garman - « Wexford » vient du viking Weiss fjord signifiant « fjord blanc »
- Comté de Wicklow - Cill Mhantáin / Co. Chill Mhantáin - signifiant « église de Mantan »

## Noms de villes
Voir l'article Villes d'Irlande, avec pour chacune son nom en anglais et son nom en gaélique.

## Noms de rues
- Bóthar na Seanchille - Shankill Road -
- Bóthar na bhFál - Falls Road -
- Sráid Úi Chonaill- O'Connell Street -
- Sráid an Capaill Buí - Grand Parade (Cork) -
- Sráid Páidraig - Patrick Street -

## Pays du monde
- Afrique du Sud - An Afraic Theas
- Allemagne - An Ghearmáin
- Angleterre - Sasana
- Arabie saoudite - An Araib Shádach
- Australie - An Astráil
- Autriche - An Ostair
- Bosnie-Herzégovine - An Bhoisniá Heirseagaivéin
- Brésil - An Bhrasaíl
- Bretagne- An Bhriotáin
- Cambodge - An Chambóid
- Canada - Ceanada
- Chili - An tSile
- Chine - An tSín
- Cornouailles - Corn na Breataine
- Cuba - Cúba
- Chypre - An Chipir
- Danemark - An Danmhairg
- Écosse - Alba
- Égypte - An Éigipt
- Espagne - An Spáinn
- États-Unis - Stáit Aontaithe
- Finlande - An Fhionlainn
- France - An Fhrainc
- Gambie - An Ghaimbia
- Ghana - Gána
- Gibraltar - Giobráltar
- Grèce - An Ghréig
- Groenland - An Ghraonlainn
- Guinée - Giní
- Hongrie - An Ungair
- Îles Anglo-Normandes - Oileáin Mhuir nIocht
- Ile de Man - Oileán Mhanann
- Inde - An India
- Indonésie - An Indinéis
- Iran - An Iaráin
- Irak - An Iaraic
- Irlande du Nord - Tuaisceart Éireann
- Islande - An Íoslainn
- Israël - Iosrael
- Italie - An Iodáil
- Japon - An tSeapáin
- Jordanie - an Iordáin
- Liban - An Liobáin
- Luxembourg - Lucsamburg
- Malaisie - Malaeisia
- Malte - Malta
- Mexique - Meicsiceo
- Monaco - Monacó
- Maroc - Maracó
- Nouvelle-Zélande - An Nua-Shéalainn
- Nigéria - An Nigéir
- Norvège - An Iorua
- Pakistan - An Phacastáin
- Palestine - An Phalaistín
- Pays-Bas - An Ísiltír
- Pays de Galles - An Bhreatain Bheag
- Pologne - An Pholainn
- Portugal - An Phortaingéil
- République d'Irlande - Poblacht na hÉireann
- Roumanie - An Rómáin
- Royaume-Uni de Grande-Bretagne et d'Irlande du Nord - Ríocht Aontaithe na Breataine Móire agus Thuaisceart Éireann
- Russie - An Rúis
- Singapour - Singeapór
- Suisse - An Elbhéis
- Syrie - An tSiria
- Timor oriental - An Tiomor Thoir
- Tunisie - An Túinéis
- Turquie - An Tuirc
- Vatican -  Vatacáine
- Venezuela - Veiniséala
- Viêt Nam - Vítneam
- Zimbabwe - An tSiombáib